# リエゴ賛歌
リエゴ賛歌（リエゴさんか、スペイン語: Himno de Riego）は、起源が1820年から1823年のスペイン立憲革命にある歌で、ラファエル・デル・リエゴ大佐（のち元帥）を称えて名付けられた。この歌は自由主義の三年間（1820年 - 1823年）、第一共和制（1873年 - 1874年）、第二共和制（1931年 - 1939年）にスペイン国歌であった。

## 2003年デビスカップでの事件
2003年にオーストラリアで行われたデビスカップ決勝戦でリエゴ賛歌が間違えて現在の国歌の国王行進曲の代わりに演奏された。オーストラリアの担当者は演奏者に提供されたCDが間違っていると主張したが、スペインの担当部門は公式に抗議した。

## 歌詞
Serenos y alegres, valientes y osados,
Cantemos, soldados, el himno a la lid.
De nuestros acentos el orbe se admire
Y en nosotros mire los hijos del Cid.
Soldados, la patria nos llama a la lid.
Juremos por ella vencer o morir.
El mundo vio nunca, más noble osadía,
Ni vio nunca un día más grande el valor,
Que aquel, inflamados, nos vimos del fuego,
Excitar a Riego de Patria el amor.
Soldados, la patria nos llama a la lid.
Juremos por ella vencer o morir.
La trompa guerrera sus ecos al viento,
Horror al sediento, ya ruge el cañón.
A Marte sañudo la audacia provoca
Y el ingenio invoca de nuestra nación.
Soldados, la patria nos llama a la lid.
Juremos por ella vencer o morir.

## 翻訳
安らかに喜ばしく、勇ましく大胆に
兵士に戦いの賛歌を歌わしめよ
我らの声で世界を驚かそう
世界は我らをエル・シッドの子と見ん
兵士よ、国は我らに戦いを求む
我らは勝利か死かを誓う
世界を更に気高き大胆不敵なものと見るな
またいつの日か偉大な武勇を見せようとするな
戦いの炎を見て奮い立つよりも
リエゴの中にかの土地の愛を呼び起こせ
兵士よ、国は我らに戦いを求む
我らは勝利か死かを誓う
戦いのラッパ風に木霊す
貪欲に戦いカノン砲は今吼ゆ
大胆な戦士は大胆になる
また国を精巧にする
兵士よ、国は我らに戦いを求む
我らは勝利か死かを誓う